# Granitor
Granitor, tidigare Midroc Europe, är en företagsgrupp med bolag verksamma inom många olika branscher och uppdelade i tre affärsområden: entreprenad, konsult och underhåll, fastighetsutveckling och förvaltning samt tillväxtinvesteringar i utvecklingsbolag. Huvudkontoret ligger i Solna och verksamheten bedrivs främst i Sverige och norra Europa.

## Historia
Fram till januari 2022 använde företagsgruppen varumärket Midroc.
Huvudägare är familjen Wikström medan Mohammed al Amoudi är minoritetsägare och finansiär.